# Разсипни минерални находища
Разсипните минерални находища представляват натрупвания по земната повърхност на дребни скални отломки или минерали, възникнали вследствие разрушаването и отнасянето на основни находища на полезни изкопаеми или скали, които съдържат в себе си ценни минерали в размери, допускащи икономически изгодното им извличане.

## Образуване и стадии на формиране на разсипни минерални находища
Разсипните минерални находища се образуват само в устойчиви към процесите на изветряне и пренос минерали (диаманти, злато, платина, каситерит, монацит, рубин, сапфир, илменит, циркон, кехлибар и др.). Те възникват по целия път на разпространение на рохкавия скален материал (чакъл, филц, пясък) от мястото на произхода на основния източник до морското крайбрежие, където в крайна сметка се отнасят всички продукти от разрушаването на скалите на континентите. Обособяват се редица последователни стадии при формирането на разсипните минерални находища:
- образуване на разсипни минерални находища на мястото на основния източник (елувиални разсипни находища);
- образуване на разсипни минерални находища по склоновете на възвишенията и техните подножия (делувиални, солифлукционни, колувиални, свлачищни, пролувиални разсипни находища);
- образуване на разсипни минерални находища в речните долини (алувиални, крайбрежно-морски, шелфови, езерни разсипни находища).
- образуване на разсипни минерални находища в областите със заледяване (ледникови разсипни находища);
- образуване на разсипни минерални находища в области с ариден климат (еолови разсипни находища).[1]

Последователността на образуването на отделни генетични видове разсипни минерални находища не винаги са в тази последователност. Понякога процесът завършва в един от по-ранните стадии. Разсипните находища обикновено са привързани към различни геоморфоложки елементи на речните долини.

## Видове разсипни минерални находища
В зависимост от времето на образуването си се различават три вида разсипни минерални находища: древни (мезозойски, палеозойски и докамбрийска), кватернерни (антропогенни) и съвременни; от начинът им на залягане в земните пластове те биват повърхностни и погребани (под изригнали ефузивни материали, морени, свлачища и др.); от състава си – моно- и многоминерални; от своя строеж – едно- и многопластови; от своята форма – плащообразни, пластови, линзови, лентообразни, гнездови. Размерите им по дължина достигат от няколкостотин m и даже няколко km, а ширината от няколко m до десетки m, а по мощност от няколко sm до десетки m. В зависимост от своя строеж в най-разпространените разсипни минерални находища се различават следните основни части (от горе надолу): торф (обикновено с ниско съдържание на ценни компоненти или пълната им липса), пясък (съдържа продуктивни отлагания и ценни компоненти в промишлени количества) и най-отдолу скална подложка, върху която са разположени разсипните находища.

## Разпространение
Към най-известните разсипни минерални находища се отнасят алувиалните златоносни разсипни минерални находища в района на река Колима и Чукотка (Русия), Аляска и Калифорния (САЩ), разсипните находища на диаманти в РЮА, крайбрежно-морските разсипни находища на каситерит (минерал съдържащ голямо количество калай) в Малайзия, Индонезия, Тайланд, Мианмар, разсипните находища на титанови материали в Украйна, в Нов Южен Уелс (Австралия), Индия, Флорида (САЩ), разсипните находища на диаманти в Намибия и Югозападна Африка. От разсипни минерални находища се добиват около 50% от диамантите, титана, златото и калая, около 10% от платината, 100% от титановите минерали и кехлибара.